# Третьяков, Аким Акимович
Аким Акимович Третьяков (17 сентября 1924 года, село Богдановка, Кустанайская губерния, Киргизская АССР, РСФСР, СССР — 15 марта 1986 года, город Кустанай, Кустанайская область, Казахская ССР, СССР) — советский работник сельского хозяйства, директор совхоза «Комаровский» (Комаровка) Орджоникидзевского района Кустанайской области. Заслуженный работник сельского хозяйства Казахской ССР (1970).

## Биография
Родился 17 сентября 1924 года в селе Богдановка Джетыгаринского района в крестьянской семье. Окончил 9 классов Джетыгаринской школы. В 1972 году заочно окончил Кустанайский сельскохозяйственный техникум по специальности зоотехния.

## Трудовая деятельность
- 1940—1944 гг. — статистик, бухгалтер, зам. гл. бухгалтера Милютинского совхоза (Милютинка) Джетыгаринского района;
- 1944—1945 гг. — главный бухгалтер Тобольского совхоза (Глебовка) Орджоникидзевского района;
- 1945—1957 гг. — главный бухгалтер Аршалинского совхоза (Аршалы) Орджоникидзевского района;
- 1957—1984 гг. — директор зерносовхоза «Комаровский» (Комаровка) Орджоникидзевского района.

## Общественно-политическая деятельность
С 1952 года состоял в КПСС. На протяжении многих лет являлся членом Кустанайского областного и Орджоникидзевского районного комитетов Коммунистической партии Казахстана, депутатом Орджоникидзевского районного и Комаровского сельского советов.

## Семья
Супруга Екатерина Лаврентьевна много лет проработала учителем биологии Комаровской средней школы. Сын Валерий (агроном), дочь Валентина (учитель русского языка и литературы).

## Награды
- Заслуженный работник сельского хозяйства Казахской ССР — почётное звание присвоено 6 ноября 1970 года Указом Президиума Верховного Совета Казахской ССР;
- орден Октябрьской Революции;
- орден Трудового Красного Знамени;
- орден «Знак Почёта»;
- медаль «За доблестный труд в Великой Отечественной войне 1941—1945 гг.»;
- Малая серебряная медаль Всесоюзной сельскохозяйственной выставки;
- медаль «За трудовое отличие»;
- медаль «За освоение целинных земель»;
- медаль «Участнику Всесоюзной сельскохозяйственной выставки»;
- Бронзовая медаль ВДНХ;
- Медаль «В ознаменование 100-летия со дня рождения Владимира Ильича Ленина»;
- Отличник народного просвещения Казахской ССР.